# Horst Prignitz
Horst Prignitz (* 1937 in Schwerin) ist ein deutscher Schriftsteller und Publizist.

## Leben
Prignitz studierte Germanistik und Geschichte und war mehrere Jahre lang als Lehrer tätig. Danach arbeitete er zwanzig Jahre in der Lagerwirtschaft des Überseehafens in Rostock. Heute betätigt sich Prignitz als freischaffender Publizist und Schriftsteller. Ab Mitte der 1990er Jahre war er Autor zahlreicher Artikel zur Nachkriegsgeschichte Mecklenburg-Vorpommerns, die vorwiegend in den Norddeutschen Neuesten Nachrichten erschienen.

## Werke
Landeskunde
- Fischland. Darß. Zingst. 2. Auflage. Hinstorff Verlag, Rostock 2004, ISBN 3-356-01056-5.
- Rostock. Bilder einer Hansestadt. Hinstorff, Rostock 1995, [Fotos: Thomas Eisenack] ISBN 3-356-00602-9.
- Rostock. Hansestadt an der Warnow. RV-Verlag, Berlin 1992, ISBN 3-575-11077-8.
- Erleben Sie Darß, Fischland, Graal-Müritz. Hinstorff, Rostock 1992, [Fotos: Dorit Gätjen] ISBN 3-356-00489-1.
- Mecklenburgische Ostseebäder. Reiz der Weite und stille Schönheit. Regionaler Fremdenverkehrsverband „Mecklenburgische Ostseebäder“ e. V. (Hrsg.), Bad Doberan 1992.
- Rostock/Warnemünde. Ein Porträt. 3. Auflage. Edition Temmen, Bremen 2006, ISBN 3-86108-438-4.
- Mecklenburgische Schweiz. Hinstorff Verlag, Rostock 1992, ISBN 3-356-00440-9.

Badebücher
- Vom Badekarren zum FKK. Zur Geschichte des Badewesens an der Ostseeküste. Köhler und Amelang Verlag, Leipzig 1977.
- Wasserkur und Badelust. Eine Badereise in die Vergangenheit. Koehler und Amelang Verlag, Leipzig 1986, ISBN 3-7338-0022-2.
- Paradiese der Badelust. Wahrhaftige und kuriose Abhandlung über die deutschen Seebäder in geschichtlicher, medizinischer und moralischer Hinsicht. Hinstorff Verlag, Rostock 1993, ISBN 3-356-00506-5.